# Lorenzo Gallo
Lorenzo Gallo, O.F.M. (řeholním jménem: Vavřinec z Revella; † 18. února 1623 Turín) byl italský řeholník Řádu menších bratří.

## Život
Narodil se mezi roky 1580 a 1582 v Revellu. Jeho rodiče jej vychovávali v křesťanské víře. Matka mu od dětství vštípila lásku k modlitbě růžence. Vzdělání získal od místního kněze Giacoma Tolosana. Spolu s rodiči navštěvovali mše v katedrále v Saluzzu, kde působil blahoslavený biskup Giovanni Giovenale Ancina. Ve dvaceti letech přišel o oba rodiče.
Stal se služebníkem u bohatého muže Giovanni Re z obce Pagno. Pilně vykonával svou práci a denně se účastnil bohoslužeb. Během jednoho z kázání biskupa Anciny se rozhodl pro řeholní život. V Saluzzu rád navštěvoval františkánský kostel svatého Bernardina, kde se setkal s kvardiánem Giambattistou, který ho poslal do Pavie. Klášter v Pavii byl obývaný tzv. reformovanými františkány. Odešel z Pagna, prodal všechen svůj majetek a vydal se do Lombardie. V klášteře Santa Croce požádal o vstup do řádu, ale byl odmítnut. Lorenzo se vrátil do Pagna, zakoupil si hábit a žil mnišským životem u svého bývalého zaměstnavatele. Za půl roku opět odešel do Pavie, kde byl nakonec přijat do noviciátu kláštera Santa Maria degli Angeli. Ze zdravotních důvodů byl opožděně přijat ke řeholním slibům, které složil v klášteře San Giacomo.
Mladý novic přísně dodržoval řeholi a spával na holé zemi. Roku 1621 nařídil papež Řehoř XV. rozšíření reformovaných františkánů do Savojska a vybrání vhodných řeholníků k této misi. Při založení kláštera v Turíně byl vybrán právě Lorenzo. Následující rok přišel do Turína, kde mnohé ohromil svým pokáním, které si uložil. Pozemek na vybudování kláštera mu věnovala markýza Margherita di Chatelard Roussillon, která mu byla vděčná za modlitby za uzdravení jejího syna.
Zasloužil se také o založení kláštera v Chieri. Brzy onemocněl vodnatelností a dva dny před svou smrtí zažil extázi. Zemřel 18. února 1623.

## Proces svatořečení
Proces byl zahájen tři roky po jeho smrti žádostí vévody Karla Emanuela I. Savojského. Proces byl přerušen a znovu obnoven 4. srpna 1779.